# 油鬼仔
油鬼仔，即马来语的Orang Minyak，是马来族文化传说中内学／隐秘之学的一种，学了这类巫术后就可以来去自如，类似中国文化的穿墙术之类的传说。油鬼仔的独门技巧是身上非常光滑，以致可以轻易地“滑进”人们住所偷窃或者做其他犯罪活动，即使被追捕，也因为身体光滑而轻易的从追捕者的指尖“滑走”。

## 採花贼
坊间也相信油鬼仔是採花贼，最近一次的油鬼採花惊魂发生在2007年7月份。民间传闻有二十多名马来族女子被油鬼仔奸污。另外一个传说是油鬼仔要是强奸44个处女，才能练成刀枪不入（ilmu kebal）